# Jesús Salas Barraza
El general Jesús Salas Barraza (El Oro, Durango; 5 de mayo de 1879 - Torreón, Coahuila; 22 de mayo de 1951) fue un militar mexicano que participó en la Revolución mexicana, primero en la lucha contra Victoriano Huerta, al lado de los constitucionalistas, y luego contra el villismo. Fue miembro de la brigada del general Tomás Urbina. Al terminar la lucha revolucionaria, fue nombrado diputado local en Durango en 1922.

## Asesinato de Francisco Villa

### Procesado
Fue procesado por haber participado en el asesinato de Francisco Villa, en 1923, en donde inclusive escribió una carta dirigida al presidente Álvaro Obregón en donde mencionaba que había sido el autor intelectual y material del asesinato de Pancho Villa, liberando de culpa al Gobierno Federal.

### Indulto
A pesar de haber sido condenado a 70 años junto con su cómplice Juan Manuel Ocampo Arenas, fue indultado en 1924. A pesar de todos estos antecedentes, fue gobernador de Durango durante algunos días.

## Derrotado y muerte
Con el gobernador Juan Gualberto Amaya tomó parte en la rebelión escobarista en 1929. A consecuencia de la derrota, salió del país. Murió en 1951.